# Geschichte des Triathlons in Deutschland

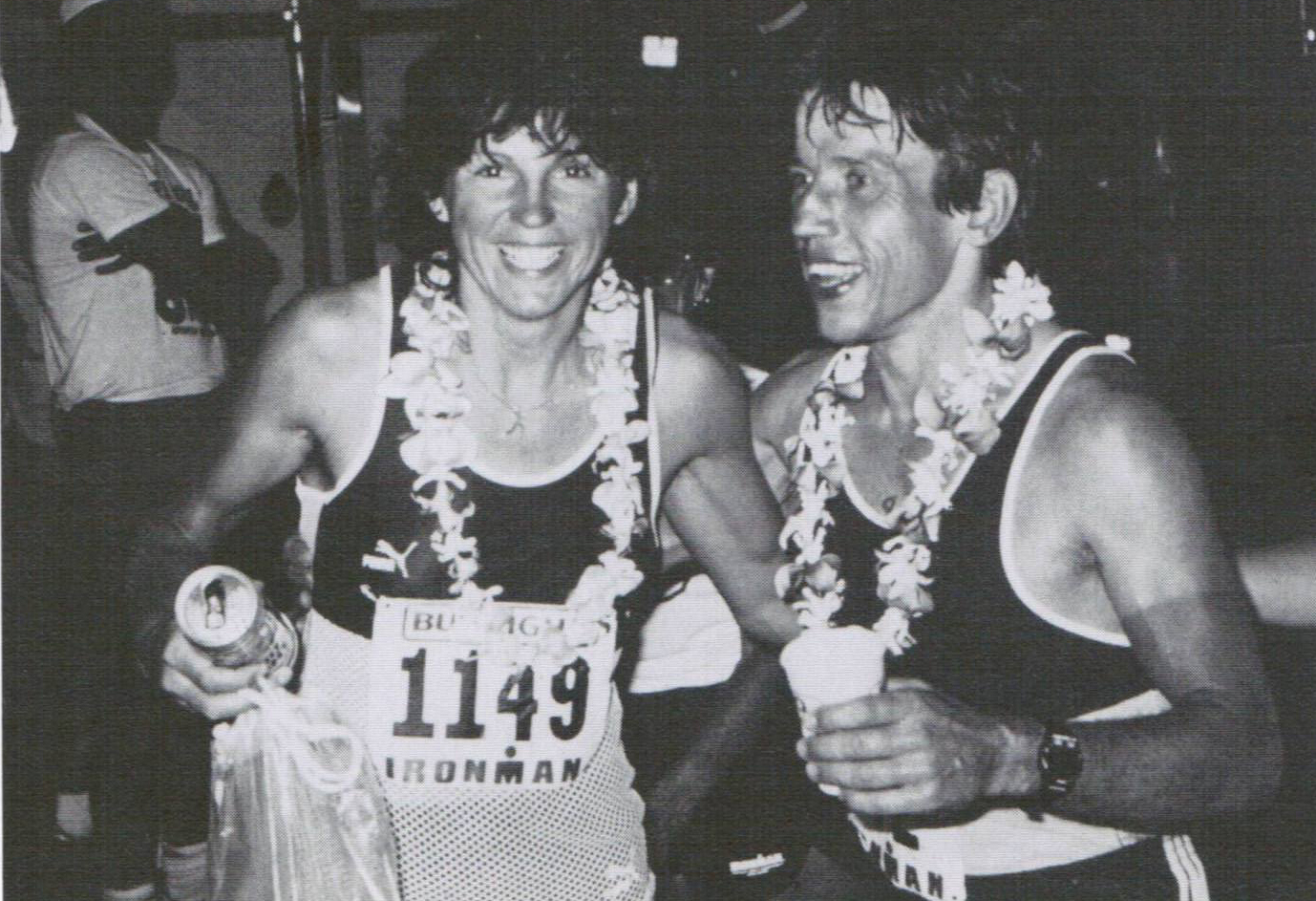
Hanni Zehendner und Joachim Fischer beim Ironman Hawaii, 1984

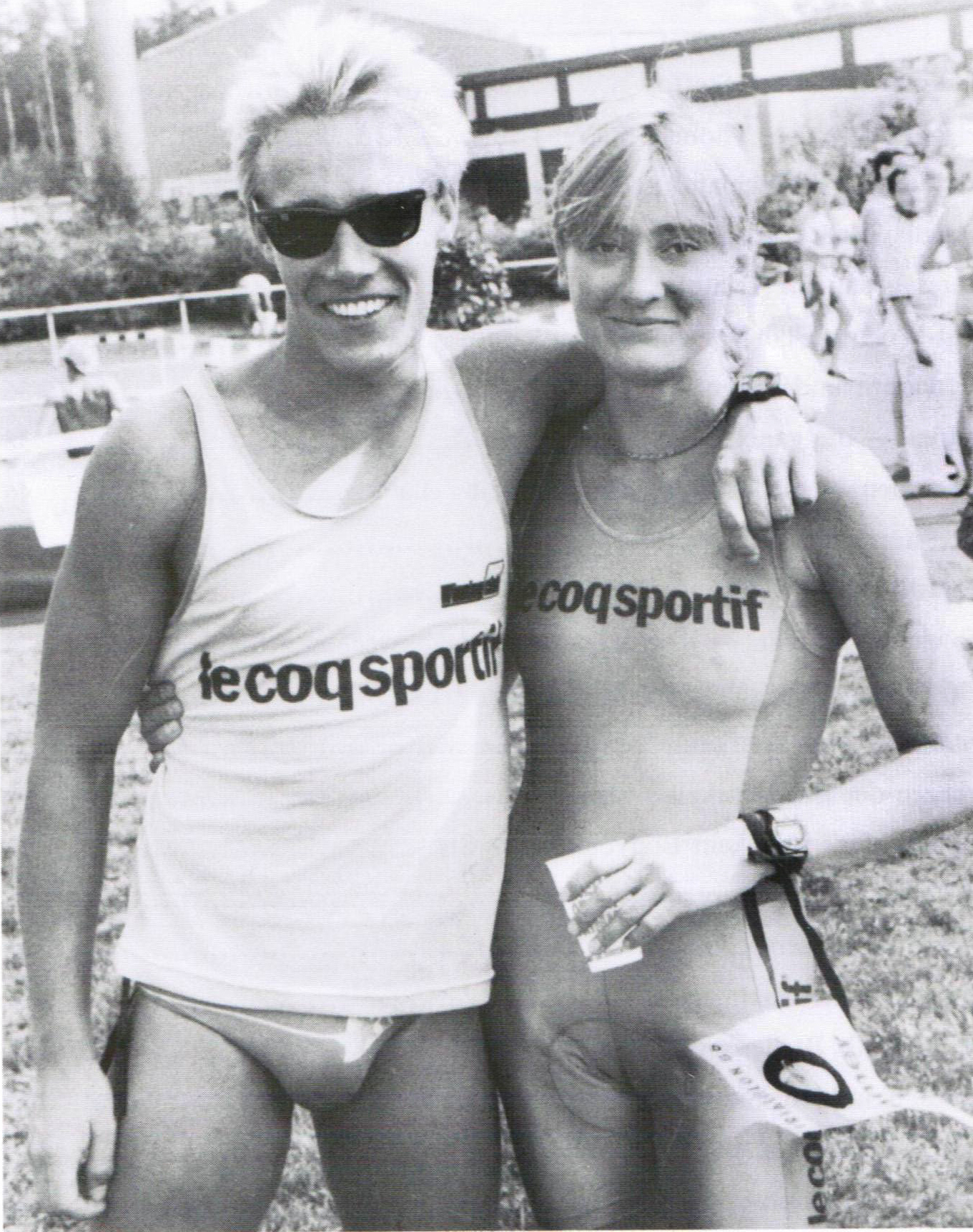
Dirk Aschmoneit und Alexandra Kremer – Deutsche Meister auf der Mitteldistanz, 1986 in Roth

Die Geschichte des Triathlons in Deutschland beginnt mit dem Jahr 1982.

## Die Anfänge 1982 bis 1989
Die ZDF-Sportreportage sendete im Herbst 1981 einen TV-Kurzbericht über den Ironman Hawaii, der aus Bildmaterial des US-Senders ABC vom Rennen des gleichen Jahres übernommen war. Im Jahre 1982 entstanden in Deutschland erste Veranstaltungen im Triathlon. Ernst Peter Berghaus und Wolfgang Kremer, mehrfacher Deutscher Meister im Schwimmen und zweimaliger Olympiateilnehmer 1964 und 1968 als Organisatoren, machten in Essen rund um den Baldeneysee am 25. April 1982 mit 1,5 km Schwimmen, 70 km Radfahren und 12 km Laufen den Anfang. Sie veranstalteten den ersten Triathlon auf deutschem Boden. 48 Teilnehmer, darunter sechs Frauen, nahmen an dieser Veranstaltung teil. Sieger wurden die Leistungsschwimmer und Geschwister Susanne und Michael Alwermann vom Schwimmverein Essen 06. Manuel Debus und Detlef Kühnel, der spätere Initiator des Ironman Europe, starteten als erste Deutsche im Herbst 1982 beim Ironman Hawaii.
Die folgenden Wettkämpfe am Edersee in Hessen, Fischbach, Hückeswagen, Kassel, Kehl, Rostock und Gerolstein brachten noch im gleichen Jahr rund 300 Teilnehmer an die Startlinie. Hermann Aschwer, Hanni Zehendner, Joachim Fischer, Klaus Klaeren, Klaus Barth, Hannes Blaschke, Manuel Debus, Detlef Kühnel und andere gelten als Pioniere des deutschen Triathlonsports. 1983 verdoppelte sich die Zahl der Veranstaltungen und die der Starter verzehnfachte sich.
1983 schuf Debus erste organisatorische Strukturen und gründete den Deutschen Triathlon Verband (DTV), einen der beiden Vorläuferverbände der heutigen Deutschen Triathlon Union (DTU). 1984 wurden es 50 Veranstaltungen mit 10.000 Teilnehmern. 1985 wurden diese Zahlen nochmals verdoppelt. Heutige deutsche Klassiker, wie Immenstadt (1983) und Roth (1984), erblickten das Licht der kleinen Triathlonwelt. Günter Kissler aus Koblenz veranstaltete im September 1984 am Fühlinger See mit dem Köln-Triathlon eine Europameisterschaft über die Langstrecke. Später gründete er den DTrB. Klaus Klaeren wurde in Immenstadt beim Allgäu Triathlon 1984 erster Deutscher Triathlonmeister. Bei den Frauen bekam Hanni Zehendner den Meisterpokal überreicht. Ihnen folgten 1985 im Schwarzwald beim legendären Schluchsee-Mitteltriathlon der Mathematiker Gerhard Wachter und bei den Frauen die Kölnerin Alexandra Kremer.
1984 wurde Klaeren in England Sieger bei den noch inoffiziellen Europameisterschaften, Hannes Blaschke aus dem Allgäu wurde im gleichen Jahr am gleichen Ort 14. und lief 1985 auf Platz vier beim Ironman Hawaii. Siehe auch:Ironman Hawaii Altersklassenrekorde. Klaus Barth konnte die gleiche Platzierung auf Hawaii ein Jahr später wiederholen. Er startete in den 80er Jahren drei Mal mit vorderen Platzierungen auf Hawaii. Am 23. Februar 1985 kam es zur Bildung der Deutschen Triathlon Union (DTU) durch Fusion der Triathlon-Dachverbände DTV (Deutscher Triathlon Verband, leistungssportorientiert) und DTrB (Deutscher Triathlonbund, breitensportorientiert) in Worms. Gründungspräsident ist Dr. Joachim Fischer aus Heigenbrücken im Spessart. Bei der Langdistanz EM in Almere konnte Gabriela Hirsemann Bronze in einer Zeit von 10:42:03 Stunden erzielen. Am 5. Dezember 1987 wurde die DTU in den Deutschen Sportbund (DSB) aufgenommen.
Die Jahre 1986 bis 1988 waren stark geprägt von der Dynamik, die sich von Roth aus entwickelte. Der US-Amerikaner Scott Tinley war 1986 zu Gast in Mittelfranken bei den Internationalen Deutschen Meisterschaften über 2,5 km Schwimmen, 100 km Radfahren und 25 km Laufen. Er lieferte sich bis zu seinem Radsturz mit anschließender Reifenpanne zunächst ein Duell mit Dirk Aschmoneit. Tinley, ganz Eisenmann, fuhr aber zu Ende und lief noch bis auf Platz zwei vor. Aschmoneit, der im gleichen Jahr mit 8:59:37 Stunden als erster Deutscher auf der Langstrecke im schwedischen Säter noch unter der magischen Neun-Stunden-Grenze blieb, gewann die Hitzeschlacht in 4:40:09 Stunden – zeitgemäß auf dem Rad und beim Laufen nur mit Badehose bekleidet.

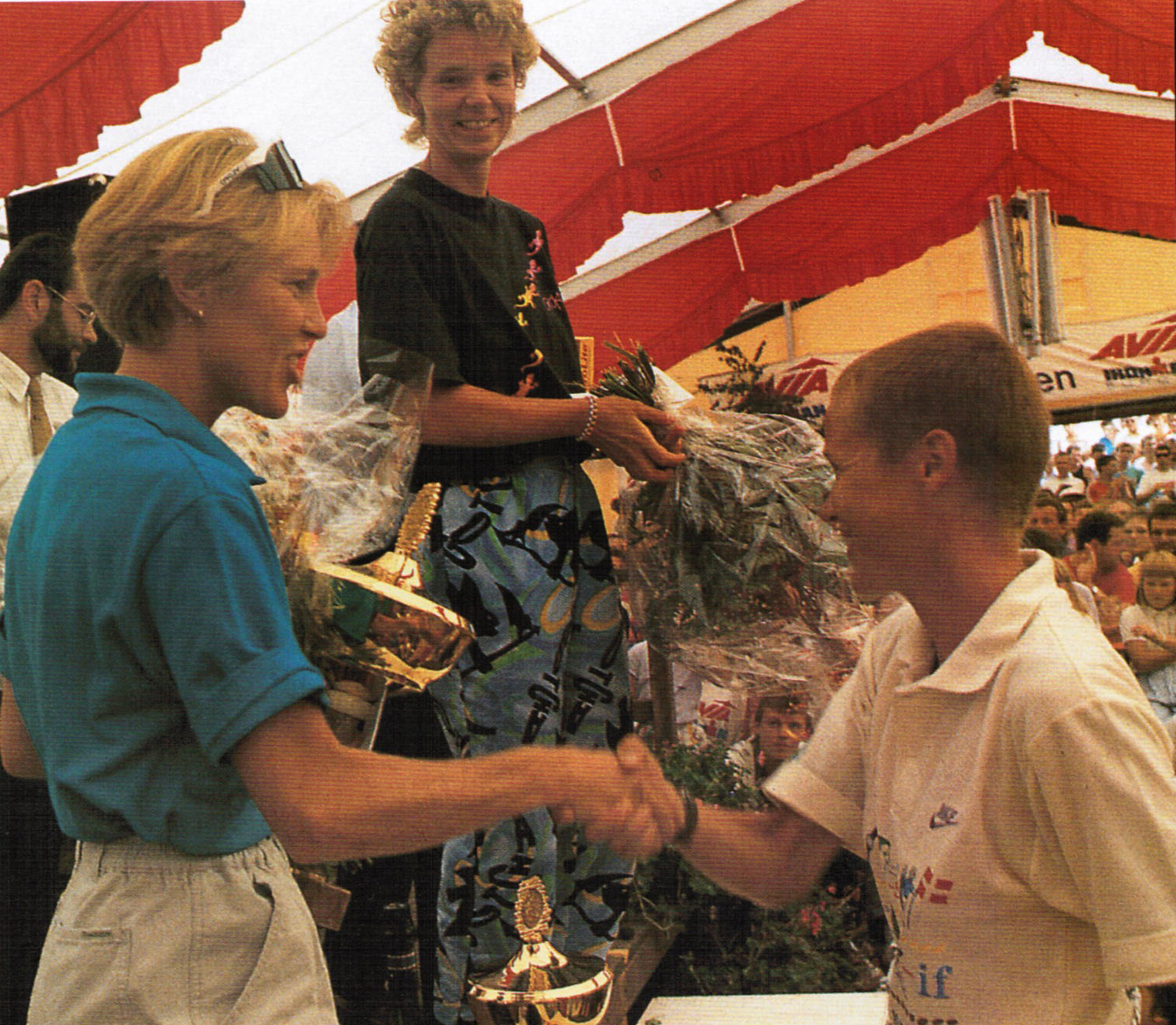
Rita Keitmann im Ironman Europe, 1988

Rita Keitmann aus Dortmund gewann 1987 als erste deutsche Frau überhaupt mit dem Embrunman in Frankreich eine Langdistanz. 1988 wiederholte sie dies mit dem Sieg beim Ironman Europe in Roth. 1987 ging Detlef Kühnel als Organisator noch einen Schritt weiter und richtete die Europameisterschaften über 2 km Schwimmen, 92 km Radfahren und 20 km Laufen aus. Das Städtchen Roth erwachte jetzt endgültig. Weit über 50.000 Zuschauer standen entlang der Strecken, feuerten an und besorgten den zurückhaltenden Triathleten eine ungewöhnliche Party. Die schnurgerade Schwimmstrecke, das leicht kupierte Gelände des Landkreises, die Begeisterung der Zuschauer und die perfekte Organisation waren beste Voraussetzungen für sehr schnelle Wettkämpfe. Der Brite Glenn Cook brachte erstmals den „Scott-Lenker“ mit auf den Kontinent. Er gewann in unter vier Stunden und Jürgen Zäck lief auf den dritten Platz.
Das Niveau bei den Startgeldern erhöhte sich deutlich. Nicht zuletzt auch wegen 105 DM Startgeld, das für die Teilnahme beim erstmals ausgetragenen Ironman Europe verlangt wurde. Der Holländer Axel Koenders gewann vor Aschmoneit. Damit hatte Roth schon bis 1988 Wettkämpfe über verschiedene Distanzen ausgetragen. Angefangen mit den Bayerischen Meisterschaften (1985), dann den Deutschen (1986) und Europameisterschaften (1987), setzte Roth mit der Austragung des Ironman Europe (1988) erneut Maßstäbe und war zunächst für sechs Jahre Qualifikationsrennen für Hawaii. Ab 2002 wird hier nun die Challenge Roth ausgetragen.
Joachim Fischer wurde 1987 nicht mehr als DTU-Präsident wiedergewählt. Stattdessen repräsentierte der noch unbekannte siebenundzwanzigjährige Martin Engelhardt, ein ehemaliger Bundesliga-Schwimmer und Assistenzarzt am Stadtkrankenhaus Hanau, fortan die Spitze der DTU. Die bunten Anfangsjahre neigten sich langsam dem Ende zu und wichen allmählich einem regulierten Wettkampfbetrieb mit hohem Organisationsgrad und einer Verwaltungsstruktur. Am 5. Dezember 1987 nahm der Deutsche Sportbund die DTU als neues Mitglied und damit exklusiv Triathlon und Duathlon vertretenden nationalen Dachverband auf. Damit endeten jahrelange Diskussionen, ob eher der BDR, der DSV oder der DLV für die Harmonisierung eines Regelwerks verantwortlich sei. Simone Mortier hatte Alexandra Kremer abgelöst und wurde 1988 gleich zweimal Deutsche Meisterin (Kurz- und Mittelstrecke). Bei den Deutschen Mittelstreckenmeisterschaften 1988 in Ettlingen waren lediglich elf weibliche Starterinnen in der Startliste eingetragen.

## Der Zeitraum von 1990 bis 1999
Die Professionalisierung des Sports ging voran. Am 28. Oktober 1990 integrierte sich der erst im Mai gegründete Triathlon-Verband der DDR mit seinen fünf Landesverbänden in die DTU. Die DTU wurde mit 16 Landesverbänden und 17.445 Mitgliedern zur mitgliedsstärksten Nation innerhalb der European Triathlon Union (ETU).
Die deutsche Triathlonszene wurde von den, auch mittlerweile medial beachteten Athleten, Jürgen Zäck, Wolfgang Dittrich und Dirk Aschmoneit als dominierenden „Big Three“ in Deutschland Ende der 1980er, Anfang der 1990er Jahre beherrscht. Dittrich war 1993 als erster Deutscher auf dem Podium beim Ironman Hawaii – mit dem dritten Platz. Im gleichen Jahr gewinnt Hans-Jürgen Schley den Ultraman Hawaii (10 km Schwimmen, 421 km Radfahren und 84 km Laufen; in drei Tagesetappen). Beim Jümme-Triathlon wurden 1995 Matthias Klumpp und Ines Estedt Europameister auf der Langdistanz. Estedt unterbot hierbei als erste Deutsche die Neun-Stunden-Marke.
Insbesondere die zweite Hälfte der Neunzigerjahre war geprägt von Debatten über eine Drafting-Freigabe im Triathlon.
Innerhalb von nur wenigen Jahren war es gelungen zu erreichen, dass das IOC sich auf einem Kongress am 4. September 1994 in Paris entschied, Triathlon erstmals in das Wettkampfprogramm für die Olympischen Spiele 2000 in Sydney aufzunehmen – wenn auch zunächst ausdrücklich nur vorläufig. Dies war auch aus deutscher Sicht ein großer Erfolg, denn staatliche Sportförderung ist primär für olympische Sportarten verfügbar. Der jungen und finanziell klammen DTU ermöglichte dies einen Ausbau ihrer Kader- und Nachwuchsförderung – wenngleich der Förderbetrag sich am Erfolg der Athleten bemisst.
Um aus dem vorläufigen Status heraus frühzeitig zu einem regelmäßigen Bestandteil von Triathlon im olympischen Programm zu werden, wurde eine zuschauerfreundliche Präsentation der Wettkämpfe angestrebt. Auch wenn Ironman die größte Medienpräsenz genoss, erschien dessen Format bezüglich organisatorischen Aufwand wie auch Wettkampfdauer für Olympia ungeeignet. So wurde frühzeitig eine „olympische Distanz“ vereinbart: 1,5 km Schwimmen, 40 km Radfahren und 10 km Laufen. Weiter sollte in dem Moment, in dem der erste Athlet die Ziellinie überquerte, auch der Sieger feststehen. Nachdem es in den Vorjahren bei Kurzdistanz-Weltmeisterschaften immer lange gedauert hatte, bis alle offiziellen Proteste gegen Kampfrichterentscheidungen behandelt waren, gab die ITU daher bei den Kurzdistanz-Weltmeisterschaften im November 1995 in Cancún, wo Lothar Leder, Roland Knoll und Stephan Vuckovic für Deutschland die Team-Wertung gewannen, erstmals Drafting frei.
Das Umdenken bei internationalen Rennen wirkte sich entsprechend auf den Triathlon in Deutschland aus. DTU-Präsident Engelhardt hatte schon 1992 in Roth für eine Abschaffung des Windschattenverbots bei diesem größten deutschen Triathlon plädiert. Während das Abschneiden deutscher Athleten beim Ironman in den Medien gefeiert wurde – Lothar Leder hatte in Roth 1996 als erster Athlet weltweit die magische Acht-Stunden-Marke unterboten, und Thomas Hellriegel war auf Hawaii zweimal in Folge erst kurz vor dem Ziel auf den zweiten Platz verdrängt worden – nutzte die Presse für das internationale Abschneiden deutscher Athleten auf der olympischen Distanz das Adjektiv „blamabel“. Die DTU schloss daraufhin alle Starter beim Ironman aus dem Kader und somit der Unterstützung durch die Sporthilfe aus. Die Deutsche Meisterschaft über die olympische Distanz am 10. August 1996 in Losheim wurde letztmals mit offiziellem Draftingverbot ausgetragen. Auch in der aus der nordrheinwestfälischen Kronenliga 1996 hervorgegangenen, bundesweit von der DTU organisierten Triathlon-Bundesliga wurde ab 1997 Drafting freigegeben. In den weiteren, von den Landesverbänden organisierten Ligen unterhalb der 1. Bundesliga war das Reglement zunächst noch uneinheitlich.
Erfolge blieben aber den Ironman-Athleten vorbehalten: 1997 unterboten hinter Luc Van Lierde gleich drei Deutsche in Roth die Acht-Stunden-Marke – und dasselbe Trio belegte drei Monate später durch Thomas Hellriegels ersten Hawaiisieg eines Deutschen sowie Jürgen Zäck und Lothar Leder auf Platz zwei und drei das Siegerpodest. Die Hälfte der Top Ten bei der Ironman World Championship kam 1997 aus Deutschland, insgesamt waren unter den ersten 22 Männern im Ziel neun Deutsche. Hellriegel und Zäck saßen am folgenden Samstag als erste Triathleten im Aktuellen Sportstudio.

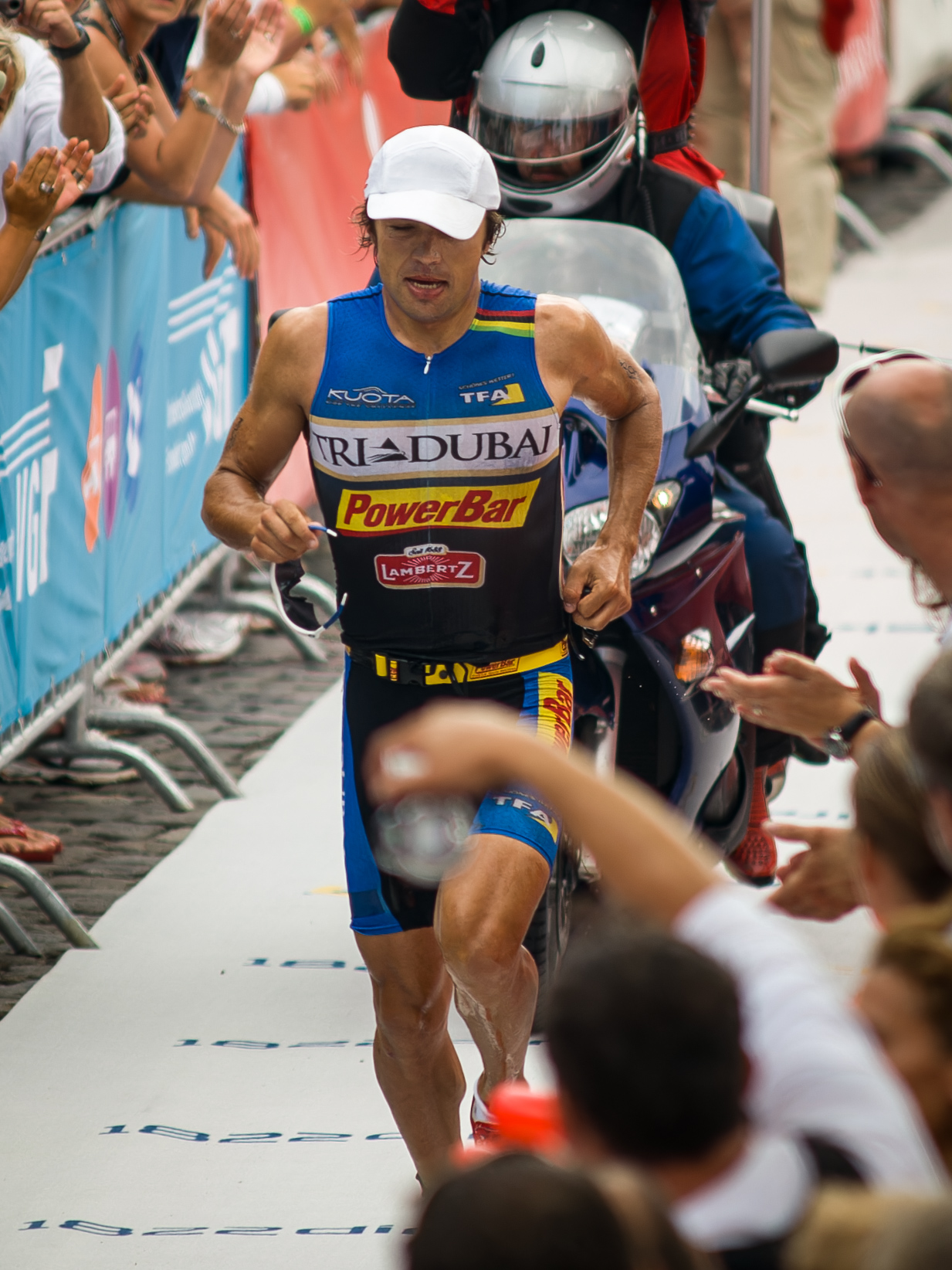
Normann Stadler im Ironman Germany in Frankfurt am Main, 2006

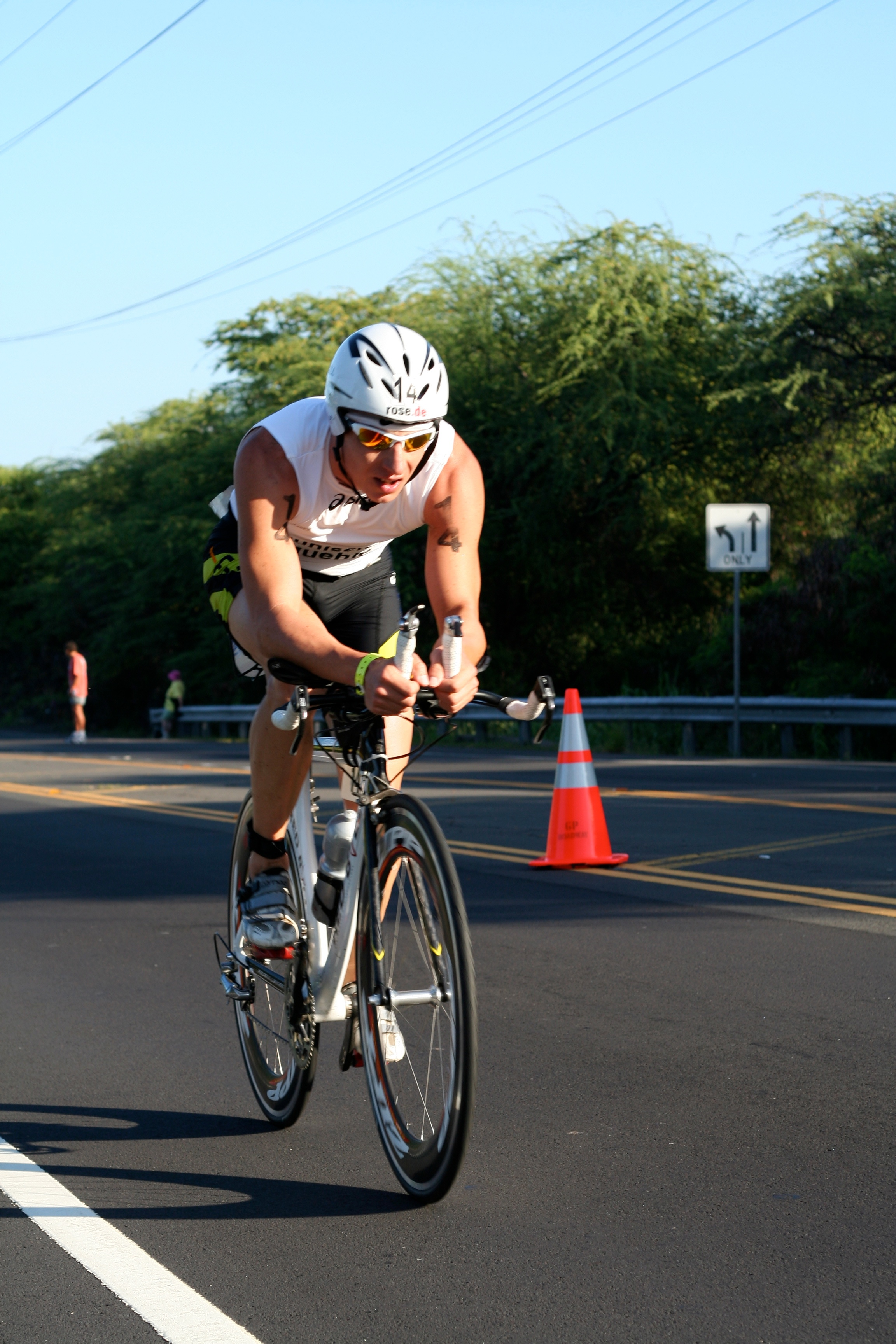
Stephan Vuckovic in Kona, 2007

Nach dagegen erneut „katastrophalem Abschneiden“ deutscher Athleten bei den Kurzdistanz-Weltcups – nur ein einziges Mal kam ein Deutscher 1998 in die Top Ten – sowie der WM im August 1998 in Lausanne wurde Bundestrainer Steffen Grosse, dessen Trainingsmethoden bereits länger in der Kritik standen, von seiner Verantwortung entbunden. Im Juli 1999 sorgte dann Anja Dittmer mit ihrem Gewinn der Europameisterschaft auf Madeira für einen Hoffnungsschimmer auf der Kurzdistanz.
Zur mit Abstand größten Triathlonveranstaltung nicht nur in Deutschland, sondern sogar weltweit hatte sich in den Neunzigerjahren der Ironman Europe in Roth entwickelt: viertausend Anmeldungen für die 2700 Startplätze gingen 1998 beim Veranstalter ein, eine sechsstellige Zuschauerzahl verfolgte das Geschehen entlang der Strecken. Nächstgrößere Veranstaltungen waren mit 1245 Startern 1998 der Powerman Germany, ein von 1993 bis 2001 in Spalt veranstalteter Duathlon über 20 km Laufen, 117 km Radfahren und 10 km Laufen sowie der Rothsee-Triathlon als damals einziger deutscher Triathlon mit vierstelliger Teilnehmerzahl ausschließlich über die olympische Distanz.
Bei mit Topstars besetzten Einladungsrennen wie dem Super-Sprint ITGP in Koblenz ab 1996, drei Triathlons über 300 m Schwimmen, 7 km Radfahren und 2 km Laufen in unmittelbarer Folge um 100.000 US-Dollar Preisgeld vor 20.000 Zuschauern, oder der Top4Tour in Baden-Württemberg ab 1997, vier Triathlons an vier Tagen und vier Standorten nach dem Vorbild der Tour de France, die auch Bestandteil des ETU-Cups war, zeigten Veranstalter, dass Triathlon auch für Zuschauer packend präsentiert werden kann.
Die Formate wurden aber jeweils nach vier Jahren eingestellt. Auch die mit 10.000 DM für den Sieger dotierte „1. European Indoor Challenge“ im Februar 2000 im Berliner Velodrom blieb ein einmaliges Ereignis.
Bereits 1993 war eine Kurzdistanz-WM in Nürnberg geplant gewesen, dann aber von der ITU kurzfristig wegen zu geringer Entfernung der Wettkampfstätten zu Schauplätzen mit NS-Vergangenheit nach Manchester verlegt worden. Für 1999 hatte der Allgäu Triathlon bereits die Zusage der ITU für eine Ausrichtung der WM, die Immenstädter zogen ihr Angebot aber wegen Nichterfüllung der zugesagten finanziellen Beteiligung der Verbände wieder zurück.
Zunächst in den Münchner Olympiapark umgeplant, entschieden sich ITU und DTU im Dezember 1998 wegen Bedenken zur Wasserqualität für eine Ausrichtung an der Ruderregatta in Oberschleißheim – bis kurzfristig das kanadische Montreal als Ausrichter für die WM 1999 festgelegt wurde. Erst 2007 kam es dann in Hamburg erstmals zu Weltmeisterschaften über die olympische Distanz auf deutschem Boden.
Auch innerhalb der DTU verlief nicht alles harmonisch: Jahrelang schwelende Konflikte zwischen Michael Fieberg, Geschäftsführer des Westdeutschen Triathlonverbandes (WTV) als damals mitgliederstärkstem Landesverband der DTU, und DTU-Präsident Martin Engelhardt fanden ihren Höhepunkt, als Ordner mit Zustimmung der WTV-Spitze Engelhardt den Zutritt zum Delegiertentag des WTV verwehrten. Engelhardt berief daraufhin einen außerordentlichen Verbandstag im Juni 1999 in Fritzlar ein, auf dem der WTV mit der offiziellen Begründung unbezahlter Lizenzgebühren für Ligaveranstaltungen aus der DTU ausgeschlossen wurde.
Nach einigen Monaten löste sich der WTV auf, die nordrhein-westfälischen Vereine gründeten bereits im August 1999 den Nordrhein-Westfälischen Triathlonverband (NRWTV) als neues und damit jüngstes Mitglied der DTU.

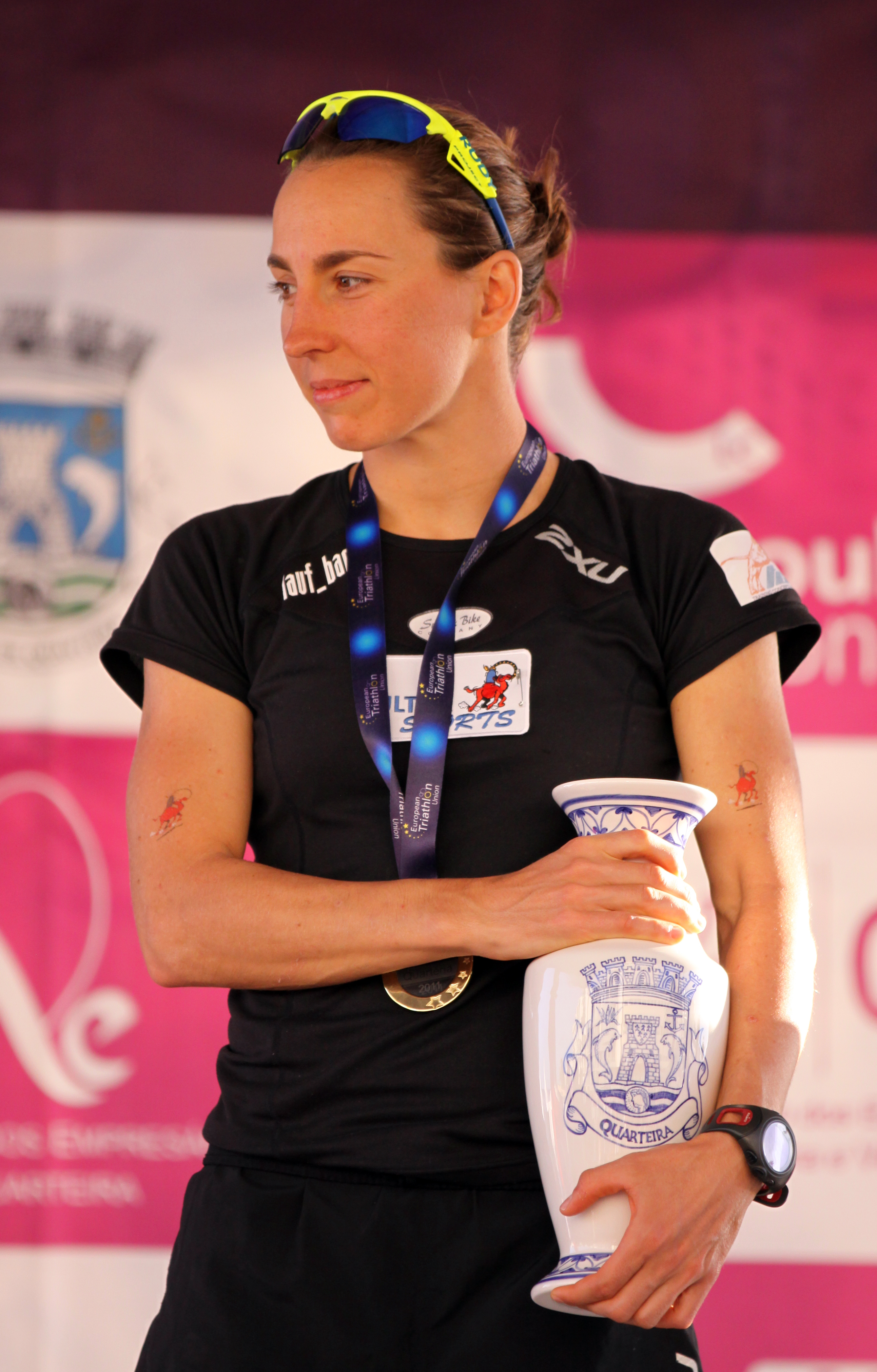
Anne Haug in Quarteira, 2011

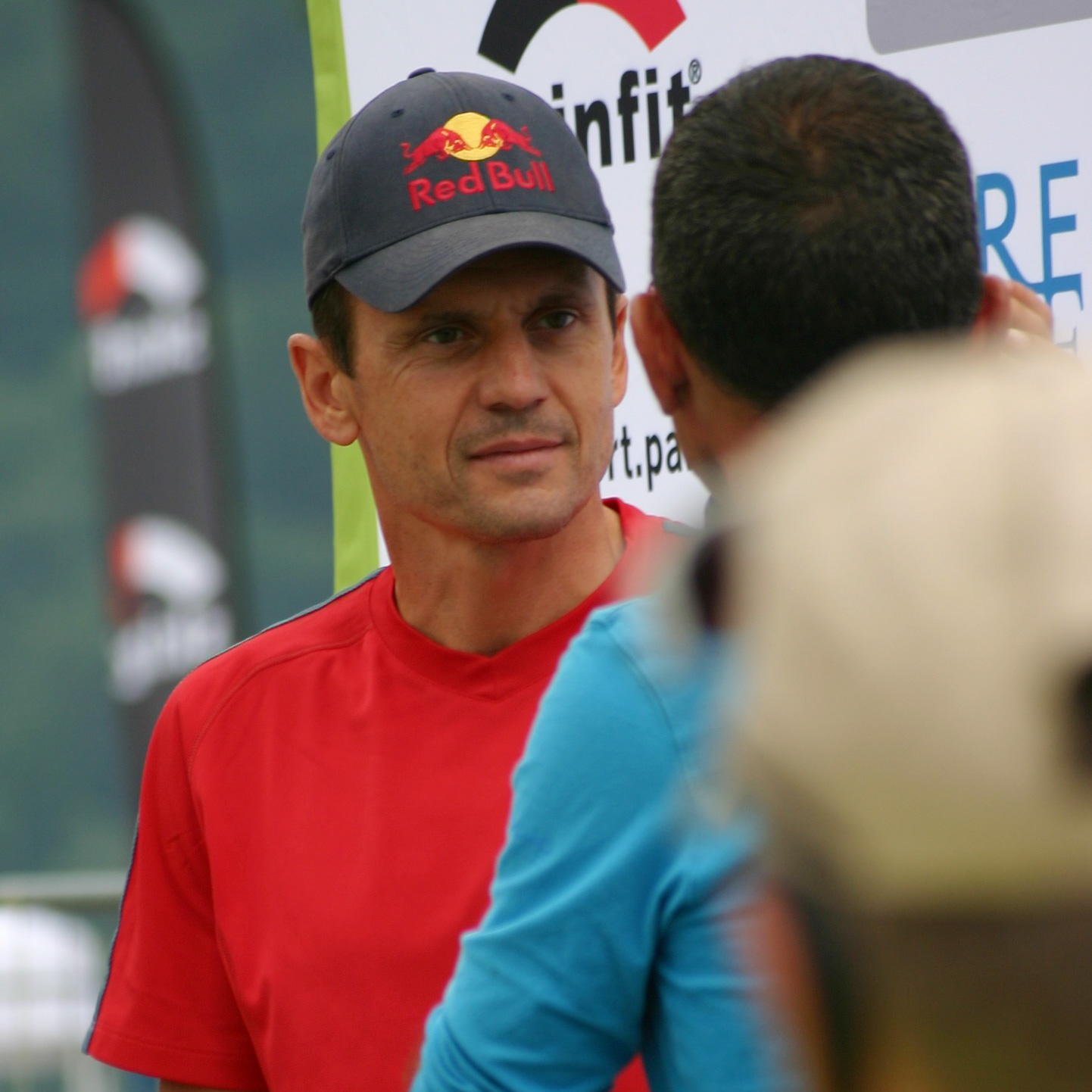
Thomas Hellriegel beim Trans Vorarlberg Triathlon, 2012

## Die Jahre 2000 bis 2019
Bei den erstmals auch für Triathleten ausgetragenen Olympischen Sommerspielen 2000 wurde Stephan Vuckovic im australischen Sydney mit Silber belohnt.

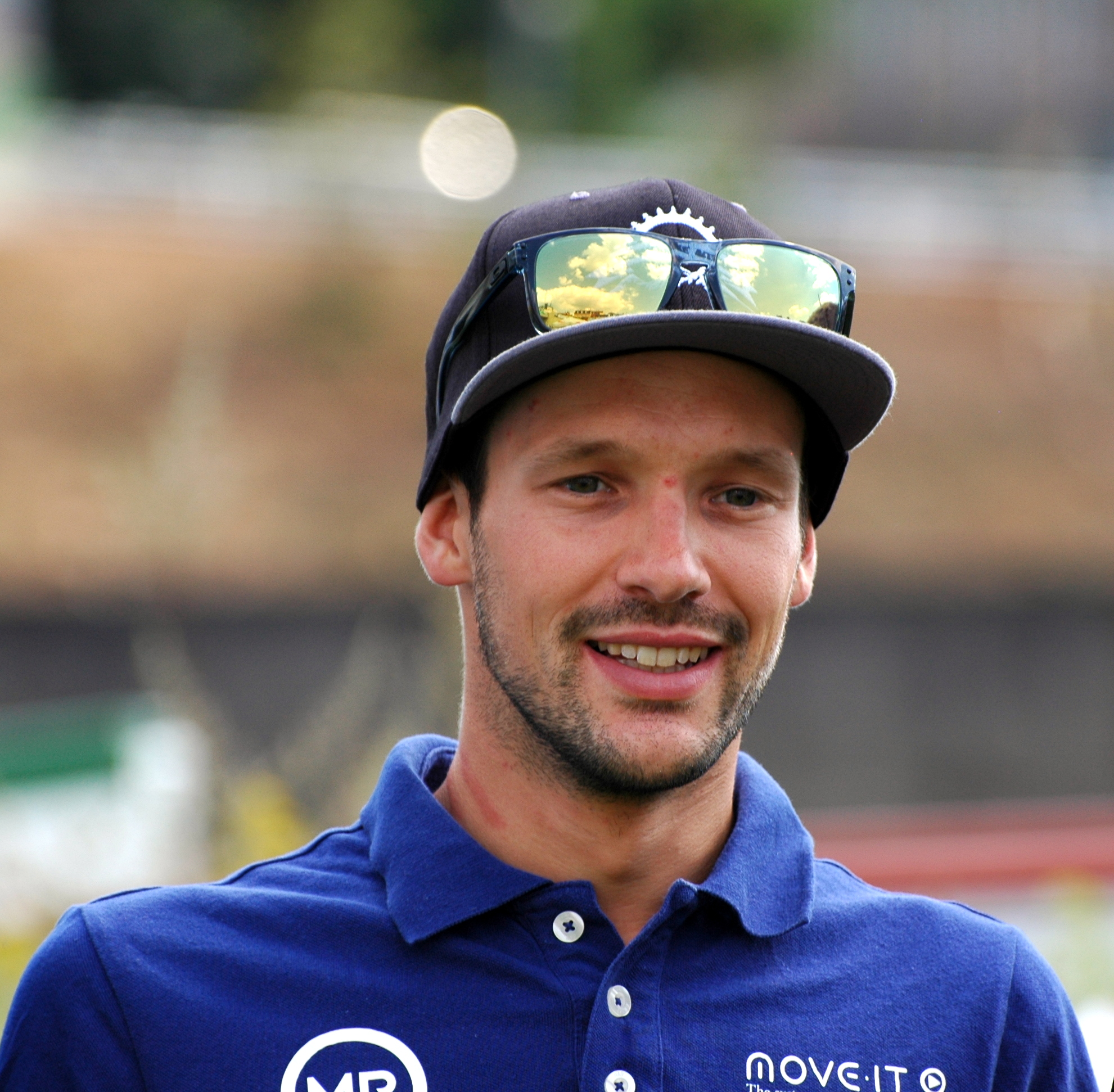
Patrick Lange beim HeidelbergMan, 2015

Für ihre sportlichen Erfolge wurden Thomas Hellriegel im März 2003 in Berlin gemeinsam mit Anja Dittmer und Rainer Müller-Hörner mit dem Silbernen Lorbeerblatt der Bundesrepublik Deutschland ausgezeichnet. Faris Al-Sultan konnte sich 2005 die Krone auf Hawaii aufsetzen. 2004 und 2006 gelang dies Normann Stadler. Daniel Unger wurde 2007 vor heimischer Kulisse in Hamburg Weltmeister auf der olympischen Distanz.
Der Paratriathlet Hannes Köppen nahm von 2006 bis 2008 dreimal am Ironman Hawaii teil. 2007 wurde er Weltmeister in der Handbikeklasse auf Hawaii in 11:29:15 h. Beim Ironman Austria in Klagenfurt am Wörthersee unterbot Sandra Wallenhorst im Juli 2008 den 14 Jahre alten Rekord der Südafrikanerin und achtfachen Siegerin des Ironman Hawaii Paula Newby-Fraser über die Langdistanz mit einer Zeit von 8:47:25 Stunden und war damit die schnellste deutsche Athletin auf dieser Distanz. Jan Frodeno setzte bei den Olympischen Sommerspielen 2008  dem ganzen die Krone auf und holte in Peking die Goldmedaille.
Andreas Raelert setzte 2011 eine bis 2016 gültige Bestmarke auf der Langdistanz: Am 10. Juli 2011 unterbot er mit seinem Sieg bei der Challenge Roth die erst eine Woche zuvor erreichte Weltbestzeit des Belgiers Marino Vanhoenacker um fast fünf Minuten und hielt seitdem die Weltbestzeit auf der Langdistanz mit 07:41:33 Stunden.
Bei den Amateursportlern gewann 2013 Reinhold Humbold zum sechsten Mal seine Altersklasse beim Ironman Hawaii. Mit weiteren 17 Deutschen Meistertiteln und zwei EM-Titeln in seiner Altersklasse war er damit der erfolgreichste deutsche Amateur. Die Anzahl der DTU Mitglieder mit Triathlonlizenz lag in diesem Jahr bei 26.000. Seniorensportler Wolfgang Schmatz wird in den 2010er Jahren drei Mal Amateurweltmeister seiner Altersklasse (2012, 2013 und 2017).

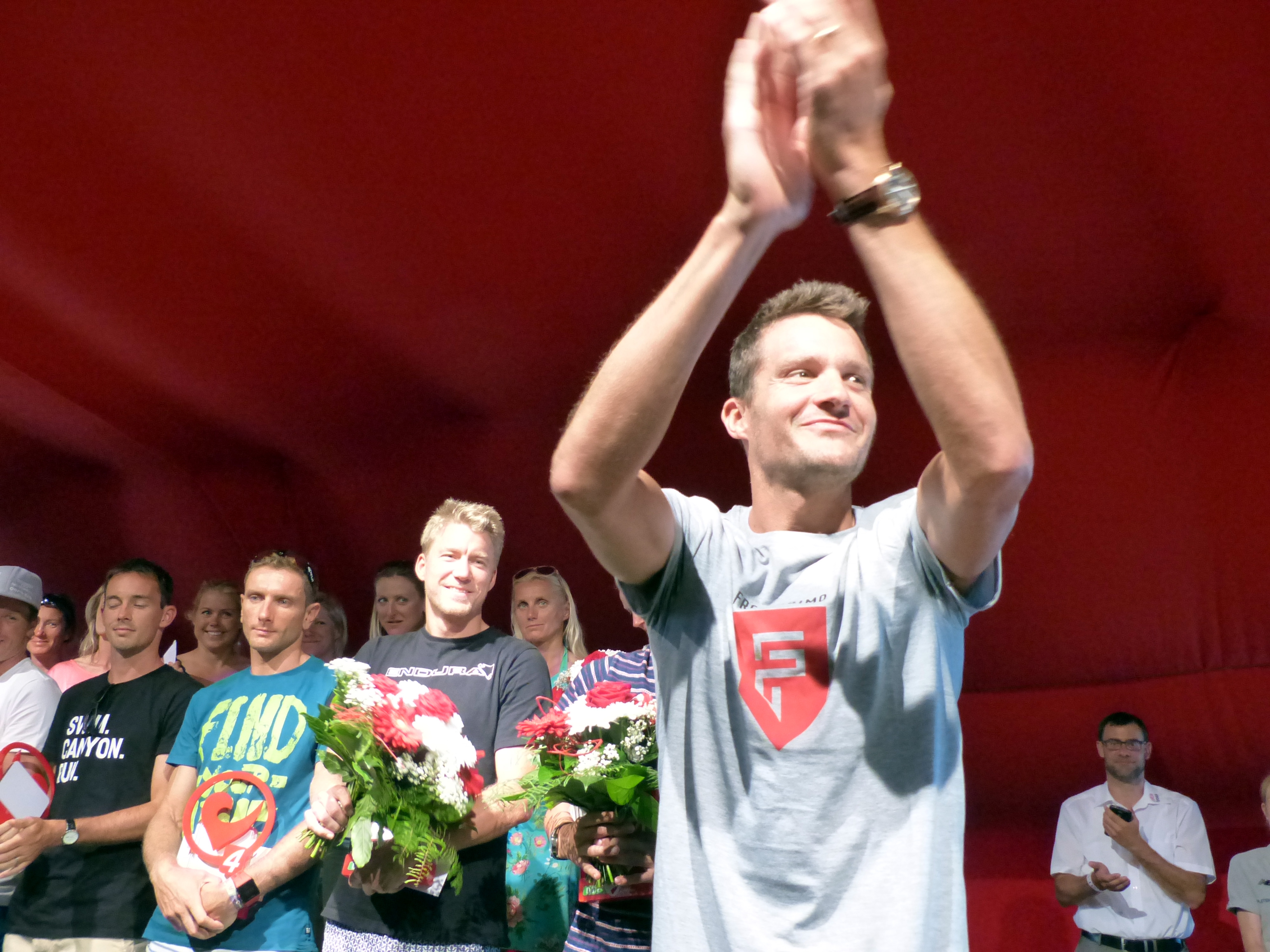
Jan Frodeno in Roth, 2016

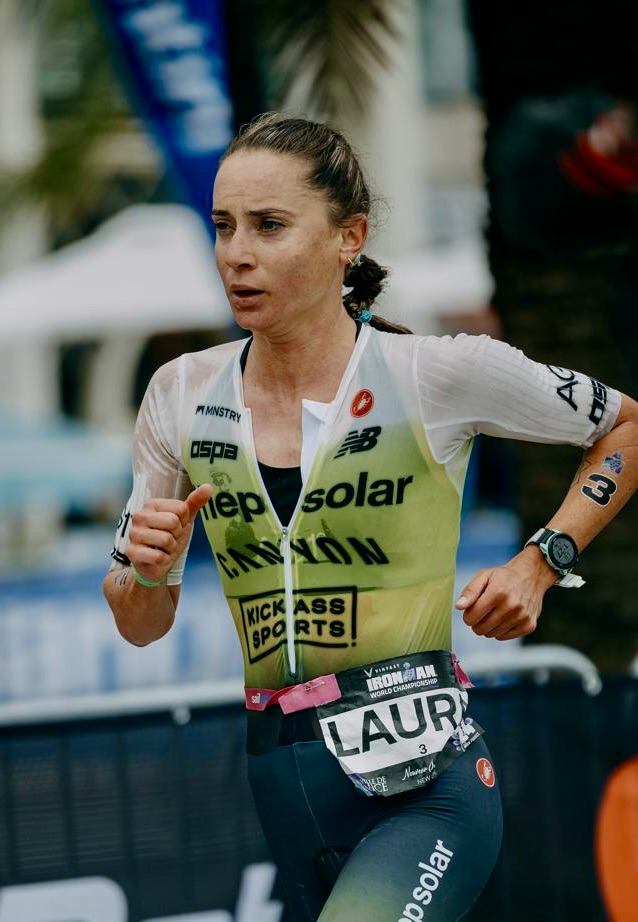
Laura Philipp, 2024

Sebastian Kienle konnte 2014 seiner Sammlung weitere große Titel hinzufügen. Der mehrfache Deutsche Meister (2005, 2006, 2010 und 2014) und Sieger der Ironman 70.3 World Championships (2012, 2013) gewann den Ironman Germany in Frankfurt und den Ironman Hawaii. Diana Riesler gewann den Ironman Germany bei den Frauen. Mit einem Sieg in Almere wurde Markus Fachbach ETU-Europameister auf der Langdistanz.
2015 holte Jan Frodeno das Triple: Der Olympiasieger von 2008 gewann als erster Athlet sowohl den Ironman Germany in Frankfurt, die Ironman 70.3 World Championship in Zell am See und den Ironman Hawaii in einem Jahr.
Martin Schulz gewinnt in Rio de Janeiro 2016 bei den Paralympics die Goldmedaille im Triathlon in der Kategorie PT4. Im Juli 2016 siegte Frodeno beim Challenge Roth, erzielte mit seiner Siegerzeit von 7:35:39 Stunden eine neue Weltbestzeit auf der Triathlon-Langdistanz. Im Oktober 2016 holte er zum zweiten Mal Gold beim Ironman Hawaii. 2017 und 2018 konnte Patrick Lange den Erfolg wiederholen und den Sieg in Kona auf Hawaii holen.
2019 holt Jan Frodeno nach 2015 und 2016 zum dritten Mal den Sieg beim Ironman Hawaii mit neuem Streckenrekord, Anne Haug siegt im gleichen Rennen als erste deutsche Frau.

## Die Jahre 2020 und folgend
Im Sommer 2021 stellte Jan Frodeno in Immenstadt im Allgäu mit einer Zeit von 7:27:53 Stunden beim Tri Battle Royale eine neue Weltbestzeit auf der Langdistanz auf. In Hamburg gewinnt die Mixed Relay Staffel in der Besetzung in der Staffel mit Laura Lindemann, Lasse Nygaard-Priester, Marlene Gomez-Islinger und Tim Hellwig Gold. Martin Schulz gewinnt im August desselben Jahres in Tokio bei den Paralympics die Goldmedaille im Triathlon in der Kategorie PT4. Anne Haug und Patrick Lange werden im Rahmen der Challenge Roth 2021 Europameister auf der Langdistanz. 2022 verbessert Laura Philipp die deutsche Bestleistung auf der Langstrecke im Rahmen des Ironman Hamburg auf 8:18:20 Stunden. Im gleichen Jahr wird Katharina Wolff (Triathletin) bei der Challenge Almere-Amsterdam Europameisterin auf der Langdistanz. Im finnischen Lahti gewinnt Rico Bogen 2023 die Ironman 70.3 WM; auf den Plätzen zwei und drei folgen Frederic Funk sowie Jan Stratmann und komplettieren die deutsche „Treppe“. Bei der Challenge Roth verbessert Anne Haug die Weltbestzeit auf der Langdistanz auf 8:02:38 Stunden.
Die Stadt Hamburg etabliert sich dauerhaft zur dritten Hochburg im Triathlon neben Roth und Frankfurt. Bei den Hamburg Wasser World Triathlon Sprint & Relay Championships im Juli des gleichen Jahres verzeichnet die deutsche Nationalmannschaft bei Profis und Amateuren große Erfolge. Bei der Heim-WM holen die Teams der Junioren in der Besetzung Henry Graf, Julia Bröcker, Eric Diener und Tanja Neubert, sowie in der Elite mit Tim Hellwig, Annika Koch, Simon Henseleit und Laura Lindemann jeweils die Goldmedaille. Das Eliteteam qualifiziert sich damit für Olympia 2024 in Paris. Viele Amateure können sich beim Sprint- sowie dem Staffeltriathlon bei den Medaillenplätzen einreihen. Im Sportjahr 2023 sind über die Deutsche Triathlon Union (DTU) in 1.500 Vereinen fast 59.000 Mitgliedern organisiert.
Bei der WM im spanischen Pontevedra werden Simon Henseleit und Selina Klamt U23 Weltmeister. Am gleichen Ort wird der zweifache Paralympics-Sieger Martin Schulz Weltmeister in der Handicap Klasse PTS5. Die Leistungsspitze bei den deutschen Frauen wird größer. Mittlerweile haben 24 Frauen die magische 9 Stunden Marke auf der Langdistanz unterboten. Siehe auch: Bestenliste deutscher Triathletinnen auf der Ironman-Distanz. Bei den Männern haben 28 Sportler die 8 Stunden Marke bis Oktober 2023 unterboten. Siehe hier: Bestenliste deutscher Triathleten auf der Ironman-Distanz Bei der Challenge Roth 2024 hatte Anne Haug die Weltbestzeit auf der Langdistanz auf 8:02:38 Stunden verbessert.
Bei den Olympischen Sommerspielen 2024 in Paris haben Tim Hellwig, Lisa Tertsch, Lasse Lührs und Laura Lindemann Gold beim Triathlon in der Wertung Mixed Relay geholt. In der gleichen Wertung hatte Deutschland, einige Wochen zuvor, bereits Gold bei der WM in Hamburg in der Besetzung Henry Graf, Lisa Tertsch, Lasse Lührs und Annika Koch geholt.

Bei den Paralympics in Paris waren gleich drei Paratriathleten erfolgreich. Martin Schulz holte in der Startklasse PTS5 die Bronzemedaille. Anja Renner mit Guide Maria Paulig, holte in der Klasse PTVI ebenfalls Bronze. Max Gelhaar holte in der Kategorie PTS3 die Silbermedaille bei seinem ersten Paralympics-Start.
Bei den Ironman World Championships gibt es 2024 einen deutschen Doppelsieg. Laura Philipp gewinnt im September in Nizza und Patrick Lange gewinnt im Oktober auf Hawaii zum dritten Mal mit einem neuen Streckenrekord von 7:35:53 Stunden den Ironman.